# Space Squash
Space Squash (スペーススカッシュ) est un jeu vidéo de sport sorti en 1995 sur Virtual Boy. Le jeu a été développé par Tomcat System et édité par Coconuts Japan et n'est sorti qu'au Japon.

## Système de jeu
Space Squash est une sorte de Pong en trois dimensions. Le joueur contrôle un robot capable de se déplacer vers le haut, le bas, la gauche et la droite afin d'intercepter une balle qui se dirige vers lui. Le gameplay est assez similaire à celui de Super Glove Ball sorti sur NES ou de Cosmic Smash sur Dreamcast. La difficulté pour le joueur est de savoir à quelle distance la balle se trouve de lui.